# Kis hattyú

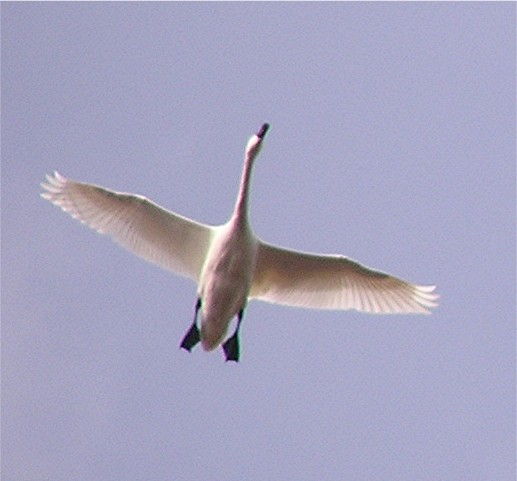
A repülő madár

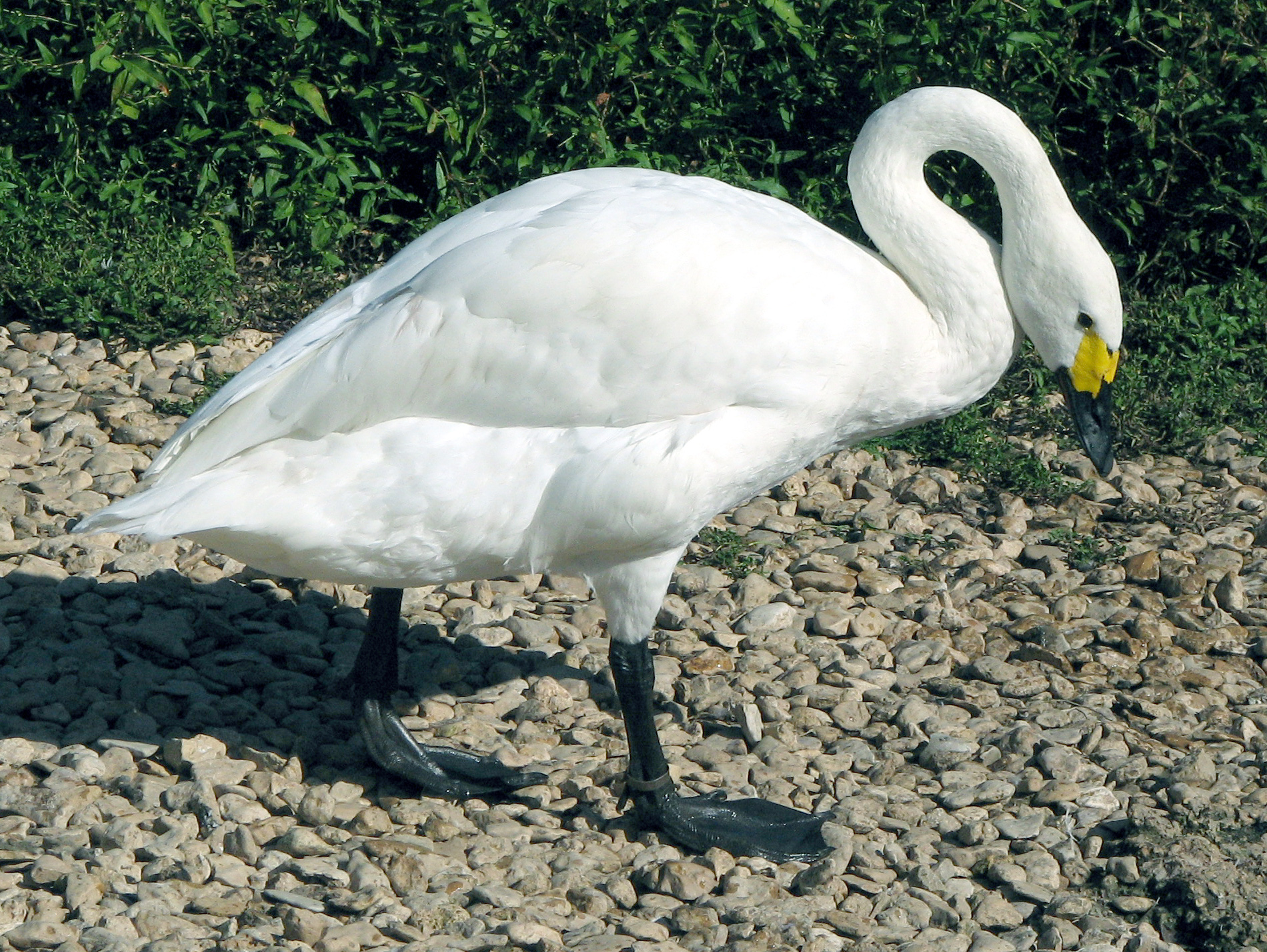
A legkisebb hazai hattyú

A kis hattyú (Cygnus columbianus) a madarak osztályának a lúdalakúak (Anseriformes) rendjébe, ezen belül a récefélék (Anatidae) családjába tartozó faj.
Több rendszerben két fajra bontják fel és csak az Amerikában élő fajra használják a Cygnus columbianus tudományos nevet. A fajt magyarul ilyenkor amerikai kis hattyúnak vagy tundrahattyúnak hívják.
Ebben az esetben az Eurázsia északi részén élő madarak tudományos neve Cygnus bewickii (Yarrell, 1830) és magyarul ezeket hívják kis hattyúnak, míg más nyelveken a bewick-hattyú nevet használják.
A két fajt csőrük színe alapján lehet megkülönböztetni egymástól.

## Elterjedése, élőhelye
Az erdőhatártól északra, a sarkvidéken költ, Európában, Ázsiában és Észak-Amerikában is előfordul. Skandináviában azonban az orosz területekre korlátozódik, és Izlandról, Grönlandról hiányzik.
Októberben és novemberben a legtöbb eurázsiai kis hattyú a Svédország déli részén átvezető keskeny folyosón az Északi-tenger nyugati részébe vonul, tehát Írországba, Angliába és főleg a hollandiai IJssel-tó körüli területekre. Kemény teleken tovább vonul délnyugati irányba egészen Bretagne-ig, a visszaút március–áprilisban zajlik. Kisebb csoportok az Északi-tenger német partjain és part közeli sekély tavakon telelnek át, egyes csoportok mélyebben szétszóródnak a szárazföld belsejében.
A Kárpát-medencében alkalmi vendég.
Költőterülete általában fátlan, mocsaras, tavakkal tarkított tundra. Sekély, táplálékban gazdag édesvizű tavakon él, alkalmanként lagúnákban és folyótorkolatokban is előfordul.

## Alfajai
- Cygnus columbianus columbianus
- Cygnus columbianus atlanticus
- Cygnus columbianus bewickii
- Cygnus columbianus jankowskii

## Megjelenése
Jóval kisebb, mint az énekes hattyú (Cygnus cygnus) vagy a bütykös hattyú (Cygnus olor), de nagyobb egy ludaknál.
Hossza 115–127 centiméter, szárnyfesztávolsága 170–195 centiméteres, testtömege 3400–7800 gramm. A tojó kisebb a hímnél. Tollazata tiszta fehér. Csőre töve sárga, hegye fekete. A csőre tövében lévő sárga mező kisebb, mint az énekes hattyúé, és kerek, míg az énekes hattyúnál kihegyesedő. Nem különösebben hosszú nyakát függőlegesen felemelve tartja. Sokat hangoskodik, a levegőben és a földön is hallani dallamos, trombitáló kiáltását, amely kisebb testmérete ellenére mélyebbnek hangzik, mint az énekes hattyúé. Repülés közben nem kelt fütyülő hangot. Ék vagy lánc alakzatban repül, és a récékhez hasonlóan képes nekifutás nélkül felszállni a vízről.

## Életmódja
Tápláléka vízinövények leveleiből és magvaiból, rovarokból, férgekből, kagylókból, apró kétéltűekből és halakból áll. A fejével víz alá bukva, tótágast állva keresi táplálékát. Barátságtalan, hazájában hatalmas területre van szüksége, ahol nem tűr meg más hattyúcsaládot. Éjjel-nappal aktív. Vonuláskor szívesen megpihen elárasztott mezőkön, ahol füvet legel, és a víz színén úszó táplálékot is képes felvenni, ahogy a réce. Gyakran tapos az iszapban, és eközben táplálékrészecskéket szabadít fel. Nem olyan szigorú vegetáriánus, mint a többi hattyú, olykor nagy számban fogyaszt vékony héjú kagylókat és csigákat is.

## Szaporodása
Mint a hattyúk mindegyike, ez a faj is monogám, hosszú távú párkapcsolatban él.
A hattyúcsalád egész télen összetart, és csak a visszavonulás során oszlik fel fokozatosan. A nász az északi költőterületeken zajlik. Nagyon hűséges fészkelőhelyéhez, gyakran visszatér az előző évi fészekhez. A fészek szokás szerint nagy halom növényi anyagból épül egy víz közeli kiemelkedésre, a kis hattyú előszeretettel fészkel kis szigeteken.
Tundrák, kis tavak partján építi a környéken fellelhető növényi anyagokból. Fészekalja 3-5 tojásból áll, melyen csak a tojó kotlik 35 napig. A költési időszak kezdete május és június, röviddel a hóolvadás és a jégszakadás után, a kotlás időtartama 29-30 nap. Csak a tojó költ, míg a hím a közelben őrködik. Amikor a tojó napi étkezése, tisztálkodása és fürdőzése miatt leszáll a tojásokról, akkor a hím is ráül a fészekaljra. Kotlani azonban nem tud, mert nincsen kotlófoltja, ez egy kopasz, toll nélküli folt a hason, melyhez a kotló madár a tojásait nyomja, hogy melengesse őket. A pelyhes fiókák világosszürkék, mint a többi hattyúnál, mindkét szülő vezeti őket, és gyorsabban növekednek, mint más hattyúk fiókái. A fiókák 6 hét után repülnek ki. Augusztus közepén a kis hattyú sarkvidéki költőterületére majdnem átmenet nélkül érkezik meg a tél, és a hattyúnak délre kell vonulnia.

## Védettsége
Magyarországon védett, természetvédelmi értéke 50 000 Ft.